# Hiltpoltstein

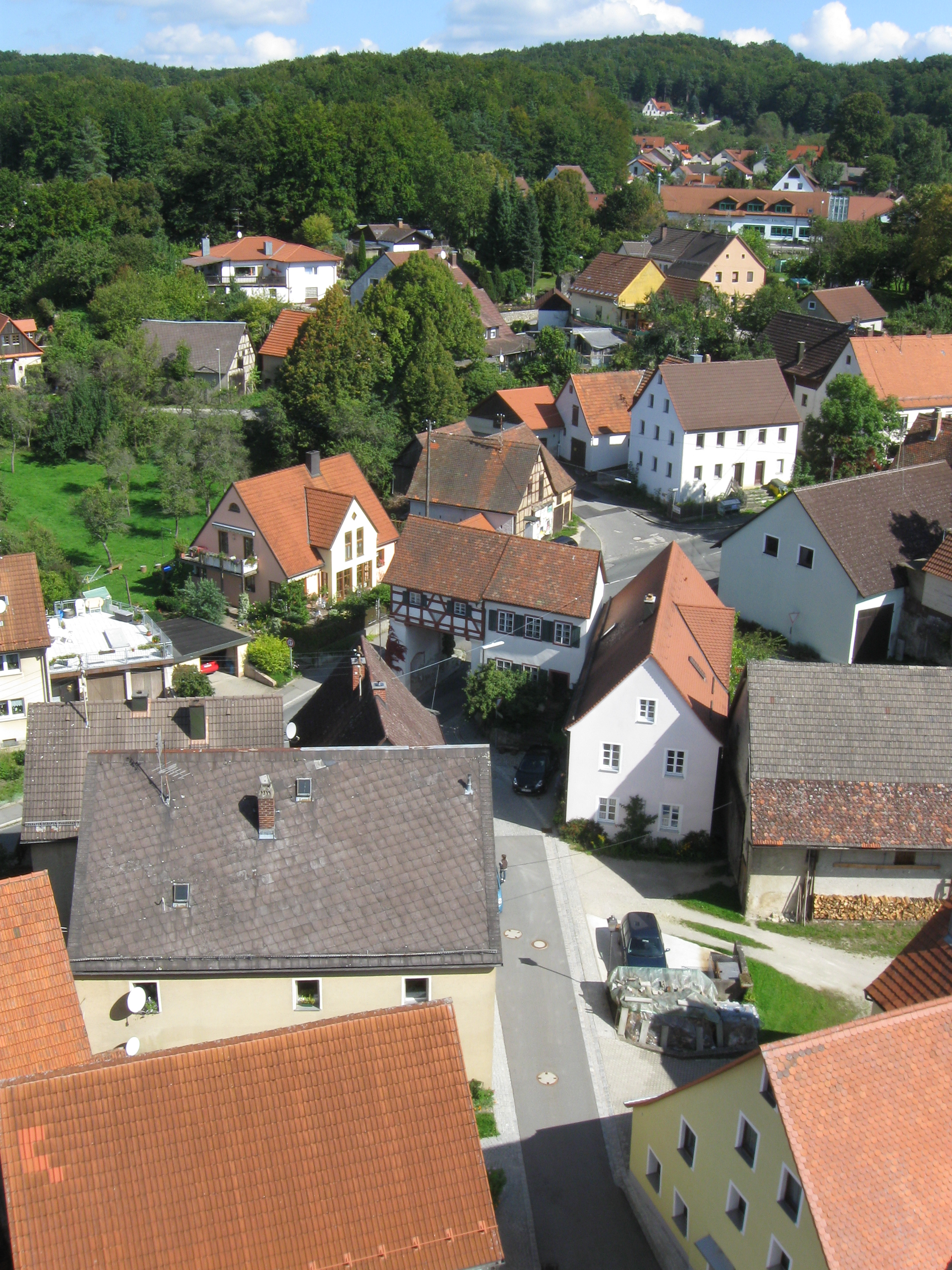
Hilpoltstein

Hiltpoltstein este o comună-târg din districtul Forchheim, regiunea administrativă Franconia Superioară, landul Bavaria, Germania.